# Gary Muller
Gary Muller (nacido el 27 de diciembre de 1964) es un tenista profesional sudafricano. Su mejor ranking individual fue el Nº49 alcanzado el 6 de agosto de 1990.